# U-223
El submarí alemany U-223 va ser un submarí tipus VIIC de la Kriegsmarine de l'Alemanya nazi durant la Segona Guerra Mundial.
Encarregat el 15 d'agost de 1940 a la drassana Germaniawerft de Kiel, se li va posar la quilla el 15 de juliol de 1941 amb número de drassana número 653, avarat el 16 d'abril de 1942 i posat en servei el 6 de juny sota el comandament del Kapitänleutnant Karl-Jürg Wächter.
Membre de vuit llopades, va enfonsar dos vaixells amb un total de 12.556 tones brutes de registre (GRT) en sis patrulles. També va enfonsar un vaixell de guerra de 1.935 tones i va fer que un vaixell de 4.970 GRT i un vaixell de guerra de 1.300 tones es declaressin pèrdues totals.
Va ser enfonsat el 30 de març de 1944 per vaixells de guerra britànics al mar Mediterrani. Van morir 23 homes; hi havia 27 supervivents.

## Disseny
Els submarins alemanys de tipus VIIC van ser precedits pels submarins de tipus VIIB més curts. L'U-431 tenia un desplaçament de 769 tones (757 tones llargues) quan estava a la superfície i de 871 tones (857 tones llargues) mentre estava submergit. Tenia una longitud total de 67,10 m (220 peus 2 polzades), una longitud del casc a pressió de 50,50 m (165 peus 8 polzades), una mànega de 6,20 m (20 peus 4 polzades), una alçada de 9,60 m (31 peus 6 polzades) i un calat de 4,74 m (15 peus 7 polzades). El submarí estava propulsat per dos motors dièsel sobrealimentats de sis cilindres i quatre temps Germaniawerft F46, produint un total de 2.800 a 3.200 cavalls de potència (2.060 a 2.350 kW; 2.760 a 3.160 shp) per al seu ús a la superfície, dos motors elèctrics de doble efecte GG UB 720/8 Brown, Boveri & Cie que produïen un total de 750 cavalls de potència (75500 kW); shp) per utilitzar-lo submergit. Tenia dos eixos i dues hèlixs d'1,23 m (4 peus). El vaixell era capaç d'operar a profunditats de fins a 230 metres (750 peus).
El submarí tenia una velocitat màxima en superfície de 17,7 nusos (32,8 km/h; 20,4 mph) i una velocitat màxima submergida de 7,6 nusos (14,1 km/h; 8,7 mph). Quan estava submergit, el vaixell podia operar durant 80 milles nàutiques (150 km; 92 milles) a 4 nusos (7,4 km/h; 4,6 mph); mentre que a la superfície podia viatjar 8.500 milles nàutiques (15.700 km; 9.800 milles) a 10 nusos (19 km/h; 12 mph).
L'U-223 estava equipat amb cinc tubs de torpedes de 53,3 cm (21 polzades) (quatre muntats a la proa i un a la popa), catorze torpedes, un canó naval SK C/35 de 8,8cm (3,46 polzades), 220 projectils i un canó antiaeri C/30 de 2 cm (0,79 polzades). El vaixell tenia una tripulació de d'entre 44 i 60 oficials i mariners.

## Historial de serveis

### Primera patrulla
Per a la seva primera patrulla, l'U-223 va salpar de Kiel el 12 de gener de 1943. Mantenint-se al costat noruec del mar del Nord, va entrar a l'oceà Atlàntic després de travessar la bretxa entre Islàndia i les illes Fèroe. Es va traslladar al sud de Groenlàndia. Allà, va enfonsar el transport de tropes SS Dorchester a l'oest del cap Farewell el 3 de febrer. El vaixell de tropes navegava amb un total de 904 persones a bord. 675 d'ells van morir. Quatre dels morts eren capellans de diferents confessions que havien lliurat les seves armilles salvavides als soldats entre els titulars. Els clergues van ser guardonats pòstumament amb la Creu del Servei Distingit i el Cor Porpra; el Congrés dels Estats Units va declarar el 3 de febrer "Dia d'observació dels capellans" l'any 1961.
També va enfonsar el Winkler el 23 de febrer; el vaixell va enfonsar-se en només 45 segons. Aleshores, l'U-boat va evitar qualsevol represàlia dels vaixells d'escorta del comboi submergint-se sota els supervivents a l'aigua.
L'U-223 va ser atacat per una Flying Fortress britànica del 59è Esquadró de la RAF l'1 de març. L'avió va llançar set càrregues de profunditat que es van sobrepassar. Els danys a l'U-boat van ser lleus, però la fortalesa va ser colpejada i només va aconseguir tornar a la seva base.
El submarí va atracar a St. Nazaire a la França ocupada el 6 de març.

### Segona patrulla
L'U-223 va ser atacat amb càrregues fins que va emergir i bombardejat pel destructor HMS Hesperus a l'Atlàntic mitjà l'11 de maig de 1943. Dos homes es van caure per la borda; un d'ells va ser rescatat per l'U-359. Mentrestant, l'U-223 havia fugit del vaixell britànic i havia tornat a St. Nazaire. A causa de les reparacions necessàries, no va tornar a sortir a la mar fins al setembre.

### Tercera patrulla
Després d'haver sortit de St. Nazaire el 14 de setembre, el vaixell va passar per la fortament fortificada base britànica de Gibraltar el dia 26. Abans d'atracar a Toulon el 16 d'octubre, va atacar el Stanmore al segon prop del cap Ivi, Algèria. El vaixell molt malmès va ser remolcat per dos remolcadors. Va ser encallat al cap Tenes on es va trencar en dos i es va declarar una pèrdua total.

### Quarta i cinquena patrulla
També una pèrdua total va ser la fragata britànica HMS Cuckmere (K299). Havia estat escortant un comboi fora de Bougie quan va ser atacar. Va ser remolcada a Alger i va tornar a la Marina dels Estats Units el 1946.
La cinquena sortida de l'U-223 va ser relativament tranquil·la, va passar al sud de Sardenya i es va dirigir cap a l?Itàlia continental.

### Sisena patrulla i pèrdua
El submarí havia sortit de Toló el 16 de març de 1944. Va ser detectat per l'ASDIC (sonar) de l'HMS Ulster el 29 al nord de Palerm. L'Ulster no estava sol; anava acompanyada per dos altres destructors - HMS Laforey i HMS Tumult. A primera hora del matí del dia 30, l'U-boat, després d'una forta càrrega de profunditat, es va veure forçat a la superfície, on es va enfrontar amb trets. L' Ulster havia estat substituït per dos destructors d'escorta, el HMS Hambledon i el HMS Blencathra. Abans de ser enfonsat, l'U-223 va aconseguir enfonsar l'HMS Laforey .
Van morir 23 homes; hi havia 27 supervivents.

## Comandants
- Kapitänleutnant Karl-Jürg Wächter (6 de juny de 1942 – 12 de gener de 1944)
- Oberleutnant zur See Peter Gerlach (12 de gener – 30 de març de 1944)

## Llopades
L'U-223 va participar en vuit llopades, a saber:
- Haudegen (26 de gener - 2 de febrer de 1943)
- Nordsturm (2-9 de febrer de 1943)
- Haudegen (9-15 de febrer de 1943)
- Taifun (15-20 de febrer de 1943)
- Amsel (22 d'abril - 3 de maig de 1943)
- Amsel 2 (3-6 de maig de 1943)
- Elba (7-10 de maig de 1943)
- Elba 2 (10-12 de maig de 1943)

## Resum de l'historial d'atacs
| Data                   | Nom del vaixell | Nacionalitat | Tonatge | Destí        |
| ---------------------- | --------------- | ------------ | ------- | ------------ |
| 3 de febrer de 1943    | SS Dorchester   | Estats Units | 5,649   | Enfonsat     |
| 23 de febrer de 1943   | Winkler         | Panama       | 6,907   | Enfonsat     |
| 2 d'octubre de 1943    | Stanmore        | Regne Unit   | 4,970   | Pèrdua total |
| 11 de desembre de 1943 | HMS Cuckmere    | Royal Navy   | 1,300   | Pèrdua total |
| 30 de març de 1944     | HMS Laforey     | Royal Navy   | 1,935   | Enfonsat     |